# Georg Jenatsch
Georg Jenatsch, conhecido também como Jörg Jenatsch (Lohn, 1596 - Coira, 24 de janeiro de 1639), foi um líder político suíço durante a guerra dos trinta anos. Uma das figuras mais importantes da conturbada história dos Grisões no século XVII, ele muito provavelmente nasceu em Samedan, um vilarejo na região da alta engadina.
Jenatsch estudou em Zurique e na Basileia, e em 1617 tornou-se pastor protestante de Scharans (próximo a Thusis). Quase que imediatamente, ele se ligou à política local, se aliando aos venezianos e ao partido protestante que eram relacionados à família Salis e dessa forma se opondo aos espanhóis e à facção rival, liderada pela família Planta.
Ele se tornou um dos membros do conselho de supervisão clerical, que em 1618 supervisionou a tortura e morte do padre Nicola Rusca de Sondrio. A corte popular em Thusis, associada com os supervisores, também baniu muitos líderes da facção espanhola, como Rudolf von Planta e seu irmão Pompeius von Planta. A subsequente corte popular da capital, em Chur, liberou os condenados de Thusis, e a República dos Grisões se encaminhou em direção a anarquia. Em 1620, uma rebelião, coordenada pelo governo espanhol em Milão, resultou no massacre de um considerável número de protestantes em Valtellina, um vale fértil considerado de importância estratégica. De 1620 até 1639, o controle sobre Valtellina se tornou peça fundamental na contenção entre Espanha, Veneza e França, com a Républica dos Grisões incapaz de garantir seu controle.
Após o assassinato de Planta e de diversos outros incidentes violentos, Jenatsch perdeu seu posto de pastor, e a partir daí atuava somente como soldado e incentivador. Ele participou da revolta contra os austríacos em Prättigau (1622), e da invasão de Valtellina pelo exército francês em (1624), porém o acordo de paz firmado entre França e Espanha, em 1626, deixou o controle de Valtellina nas mãos do papa, o que acabou com as esperanças da República de reaver seu território. Jenatsch, entretanto, cresceu rapidamente em sua vida militar, passando rapidamente por major até coronel de seu próprio regimento.
Jenatsch matou seu coronel, Giacomo Ruinelli, em um duelo em 1626 na cidade de Chur, mas livrou-se das acusações de assassinato por uma corte da cidade. Ele foi em busca de novos recrutas, ao mesmo tempo em que a influência espanhola e austríaca crescia nos Grisões, e eventualmente criou uma companhia prestando serviço aos venezianos (1629-1630). Ele foi brevemente preso em Veneza após um incidente de insubordinação. Mais tarde, em 1631, Jenatsch foi recrutado pelo Cardeal de Richelieu para dar apoio aos franceses na expulsão dos espanhóis de Valtellina, que muitos anos depois resultou na vitória de Henrique de Rohan. Porém, Jenatsch, junto com os líderes políticos e militares da República, logo percebeu que os franceses estavam tão mal intencionados quanto os espanhóis em relação ao controle de Valtellina.
Em 1635, Jenatsch tornou pública sua conversão ao catolicismo romano, e se tornou um líder de uma aliança secreta, a Kettenbund, formada por líderes católicos e protestantes dos Grisões, que negociava secretamente com espanhóis e austríacos. A Kettenbund anunciou uma greve em 1637 que resultou na expulsão de Rohan e dos franceses dos Grisões. Durante os dois anos seguintes, forçou as negociações com a Espanha e a Áustria para a volta de Valtellina ao controle dos Grisões, como também para garantir-lhe um título nobre. Ele tornou-se um dos homens mais poderosos e influentes da região, inclusive tomando para si o controle da importante área de Chiavenna.
No dia 24 de janeiro de 1639, Jenatsch foi assassinado em Chur. Apesar de os assassinos permanecerem anônimos, o mais provável é que tenha sido Rudolf von Planta, filho de Pompeius, ou pessoas ligadas a ele. No fim de 1639, uma grande parte do território de Valtellina foi reanexado aos Grisões pelos espanhóis, que permaneceu assim até 1797. A carreira de Jenatsch possui grande importância histórica como um dos aspectos do longo conflito entre a França e a Espanha pelo controle de Valtellina, que forma um dos episódios mais tumultuados da Guerra dos Trinta Anos.